# Dr Dolittle i pies prezydenta
Dr Dolittle i pies prezydenta – film z 2008 roku. Czwarty, przedostatni film z serii. Kontynuacja filmów Dr Dolittle, Dr Dolittle 2 i Dr Dolittle 3.

## Fabuła
Maya Dolittle marzy o tym, by w przyszłości leczyć zwierzęta i zostać niezwykłym lekarzem weterynarii, jak jej tato. By tego dokonać, musi przejść rekrutację do szkoły weterynaryjnej, co okazuje się być nie lada wyzwaniem. Wkrótce do dziewczyny zgłasza się prezydent Stanów Zjednoczonych, który znając jej niezwykłą moc, prosi ją o pomoc w zapanowaniu nad jego niegrzecznym psem. Dzięki temu Maya ma szansę zrobić wrażenie na nauczycielach szkoły. 

## Obsada
Źródło: Filmweb
- Peter Coyote - prezydent Sterling
- Kyla Pratt - Maya Dolittle
- Christine Chatelain - Selma
- Niall Matter - Cole Fletcher
- Malcolm Stewart - Harold Dorion
- Kwesi Ameyaw - książę Tharoor
- Elise Gatien - Courtney Sterling
- Karen Holness - Lisa Dolittle
- Stephanie Belding - Doris Park-Weaver

i inni. 